# Иоанна III (королева Наварры)
Жанна III д’Альбре (фр. Jeanne III d'Albret, 7 января 1528, Сен-Жермен-ан-Ле — 9 июня 1572[…], Париж) — королева Наварры в 1555—1572 годах, из дворянского рода Альбре, дочь Генриха II д’Альбре, короля Наваррского, и Маргариты Ангулемской.

## Биография
Родилась в королевской резиденции в Сен-Жермен-ан-Ле, но с двухлетнего возраста по желанию дяди короля Франциска I воспитывалась вдали от родителей в Плесси-ле-Тур. Получила отличное образование под руководством гуманиста Никола Бурбона. Император Карл V хотел женить на ней своего сына Филиппа, но король из-за политических соображений в 1541 году решил выдать её за герцога Вильгельма Клевского.
Однако Генрих II д’Альбре и его жена не одобрили этот союз. В ответ Франциск I запер свою 12-летнюю племянницу в Плесси-ле-Тур под надежной охраной. Церемония бракосочетания была назначена на июнь в замке Шательро. 9 мая герцог Клевский прибыл в Турень для знакомства с невестой, но Жанна в присутствии короля дерзко отказала жениху. В ответ Франциск приказал её выпороть. 13 июня 1541 года в замке Шательро в присутствии короля и всего двора Жанна и герцог Клевский были обручены. На следующей день, 14 июня, в павильоне, превращенном в часовню, было венчание.
К алтарю Жанну отнёс на руках Анн де Монморанси и поставил рядом с герцогом, а кардинал де Турнон благословил новобрачных. Вечером король и знатнейшие сановники присутствовали при символическом осуществлении брачного союза, когда герцог Клевский лишь одной ногой ступил на брачное ложе. После окончания празднеств герцог Клевский вернулся один в Дюссельдорф, а Жанна — в Плесси-ле-Тур. Четыре года спустя, после подписания герцогом Клевским соглашения с Карлом V, его брак с Жанной был аннулирован.

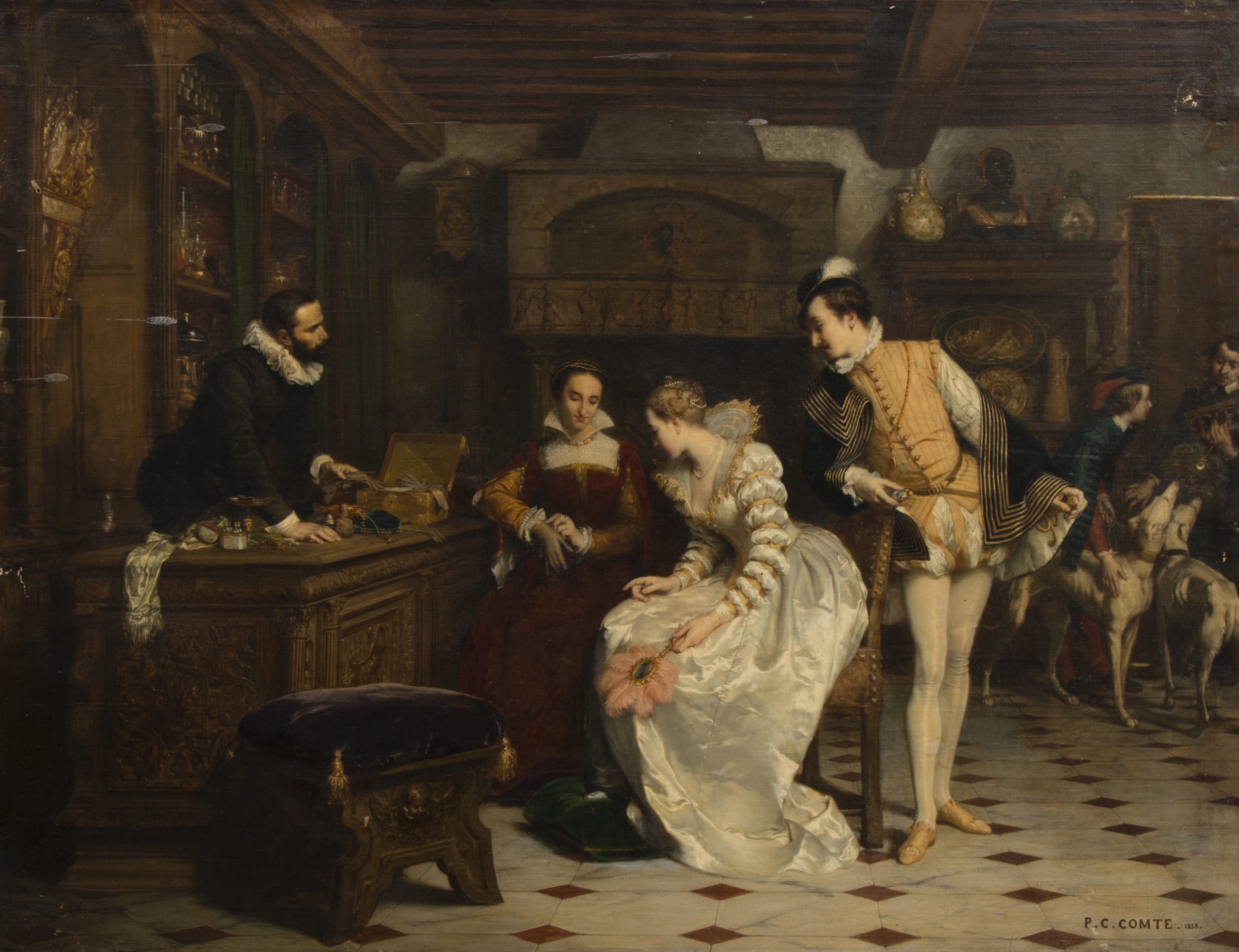
Пьер-Шарль Конт - Иоанна III покупает отравленные перчатки у парфюмера Марии Медичи (1852-58)

После развода принцессе предлагали немало выгодных партий, в том числе и старшего сына герцога Гиза Франсуа д’Омаля, но гордая Жанна отвергла и этого претендента. По свидетельству посла Сен-Мориса, она не желала породниться с Дианой де Пуатье, поскольку её дочь была замужем за Клодом д’Омалем.
20 октября 1548 года в Мулене Жанна вышла замуж за католика Антуана Бурбонского. От этого союза родился Генрих Наваррский — будущий король Франции. Супруги редко жили вместе. Во время частых отлучек мужа Жанне приходилось в одиночку править в Беарне своей твёрдой и решительной рукой. Во время Религиозных войн королева и её супруг оказались по разные стороны баррикад. Провозгласившая в 1560 году кальвинизм государственной религией, Жанна фактически возглавляла гугенотское движение и отличилась в 1567 году при организации обороны в Ла-Рошели.
С целью закрепления Сен-Жерменского мира 1570 года, после долгих переговоров и сомнений, в апреле 1572 года она дала согласие на брак своего сына с Маргаритой де Валуа. После прибытия на свадебные торжества в Париж Жанна скоропостижно скончалась от туберкулеза. Согласно слухам, она была отравлена матерью невесты — Екатериной Медичи. Была похоронена рядом с мужем в церкви Святого Георгия в Вандоме.

## Семья и дети
- 1-й муж: (с 13 июня 1541) Вильгельм Клевский (28 июля 1516 — 5 января 1592), герцог Клевский, герцог Гелдерна, герцог Юлихский и Бергский. Брак аннулирован в 1546 году. Детей не имели.
- 2-й муж: (с 20 октября 1548) Антуан де Бурбон (1518—1562), герцог де Бурбон и Вандомский. Имели 5 детей:
  - Анри (1551—1553), герцог Бомон;
  - Анри де Бурбон (1553—1610), впоследствии король Наварры (1572—1610) под именем Генриха III, затем король Франции (1589—1610) под именем Генриха IV;
  - Людовик (1555—1557), граф Марль;
  - Мадлен (1556—1556);
  - Екатерина де Бурбон (1559—1604), герцогиня д’Альбре, графиня д’Арманьяк и де Родез; супруг — (с 1599) Генрих II Добрый (1563—1624), герцог Лотарингии.

## Титулы Жанны д’Альбре

Герб Жанны д’Альбре

Носила множество титулов, главные из них:
- королева Наварры (1555—1572);
- суверенная принцесса де Буа-Бель;
- герцогиня д’Альбре (1555—1572);
- графиня де Фуа, Перигора, Родеза, Арманьяка, Фезансака, Бигорра, Дрё, Перша, Пардиака, Гина и др.;
- виконтесса Лиможская, Беарнская и др.;
- баронесса Кастельно и др.;
- дама де Ла Флеш, де Боже, де Нерак, де Сюлли, де Краон, де Клермон, де Блуа и др.

Кроме того, по мужу носила титулы: герцогини де Бурбон, герцогини де Вандом (1550—1562) и герцогини де Бомон (1550—1562).

### В кинематографе
- Жанна д’Альбре является одним из персонажей фильма «Яды, или Всемирная история отравлений» 2001 года. Роль исполняет Екатерина Климова.
- 2010 — «Генрих Наваррский[фр.]» (Франция, Германия) по произведению Генриха Манна «Молодые годы короля Генриха IV» и «Зрелые годы короля Генриха IV». Режиссёр — Джо Байер. В роли Жанны — Марта Кальво.
- 2024 (2 сезон) — «Королева змей» (США). В роли Жанны — Розали Крейг.

### В литературе
- Жанна д’Альбре упоминается в романах Александра Дюма-отца «Две Дианы» и «Королева Марго».
- Персонаж романа Генриха Манна «Молодые годы короля Генриха IV» и пьесы К. Марло «Парижская резня».
- Упоминается в цикле романов Понсона дю Террайля "Молодость короля Генриха IV". Персонаж романа "Приключения прекрасной Нанси" ("Похождения прекрасной Нанси"), входящего в указанную серию романов.